# Benjamin Angoua
Benjamin Brou Angoua (Anyama, 28 novembre 1986) è un calciatore ivoriano, difensore dello Stade Briochin.

## Caratteristiche tecniche
Angoua è un difensore centrale che può essere utilizzato anche come terzino destro o come centrocampista difensivo.

## Carriera

### Club

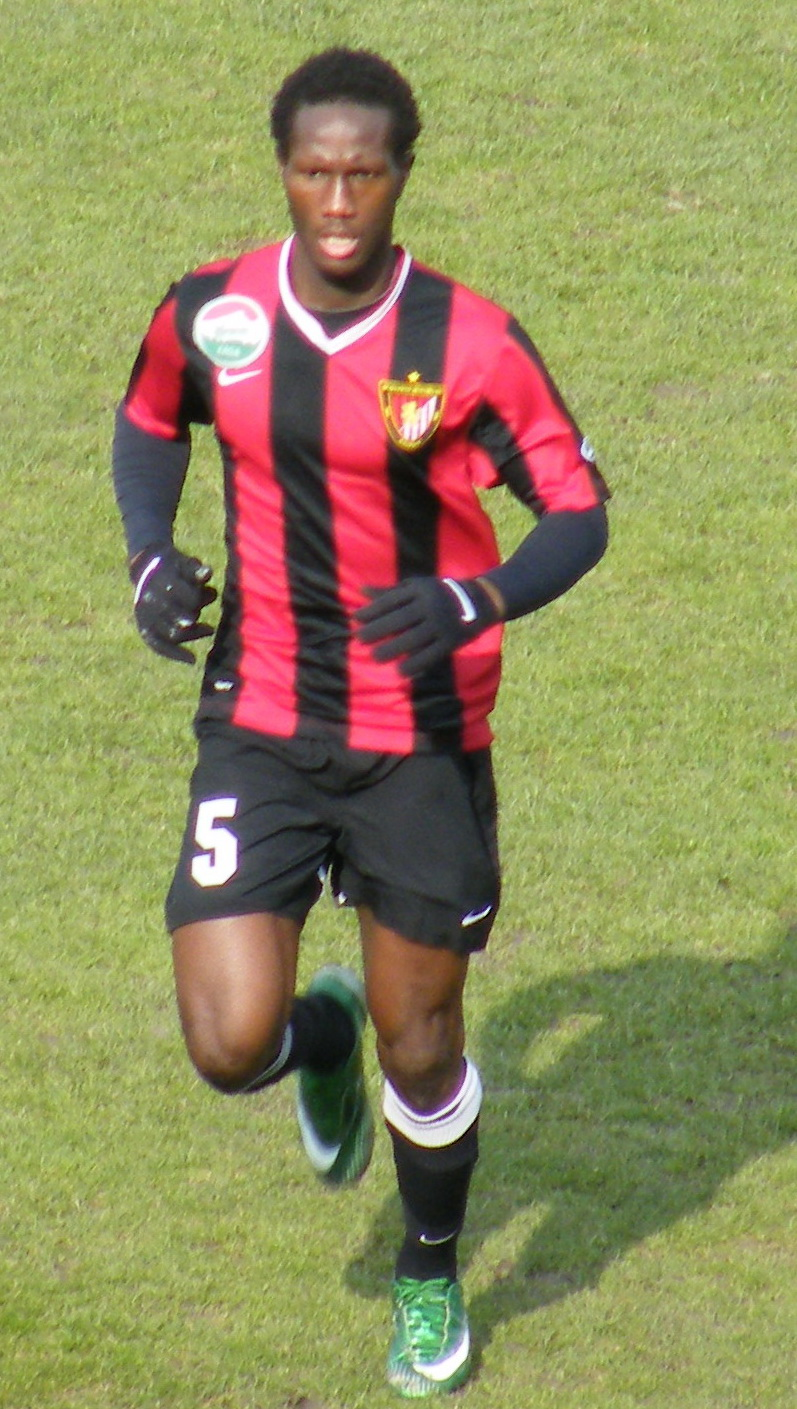
Angoua con la maglia dell'Honvéd

Angoua inizia a giocare a calcio nel Toumodi FC, una società dilettantistica della città di Grand-Bassam. Nel 2004 si trasferisce all'Africa Sports, dove diventa titolare nel reparto difensivo e disputa due buone stagioni.
In seguito alle buone prestazioni in Costa d'Avorio, Angoua riceve un'offerta dall'Honvéd, squadra militante nella massima serie del campionato ungherese di calcio.
Nella stagione 2005-2006 non riesce a conquistarsi il posto da titolare e disputa solo 5 partite in campionato. Invece nella stagione successiva diventa titolare ed è in campo anche nella finale di coppa d'Ungheria, vinta ai rigori contro il Debrecen. Inoltre gioca anche la supercoppa nella quale l'Honved è sconfitto dal Debrecen.
Nel 2007-2008 disputa i turni preliminari per l'accesso alla Coppa UEFA, nei quali segna il suo primo gol in una competizione europea, ma nonostante questo l'Honved viene eliminato al secondo turno dall'Amburgo, in seguito gioca da titolare campionato e coppa fino alla finale persa contro il Debrecen con un punteggio complessivo tra andata e ritorno di 9-1.
Avendo raggiunto la finale di coppa l'Honved si qualifica per la Coppa Intertoto 2008, dove viene eliminato al terzo turno dallo Sturm Graz. In campionato Angoua viene utilizzato occasionalmente e totalizza solo 14 partite. Angoua è in campo nella finale di Coppa d'Ungheria vinta per 1-0 contro il Gyori e nella supercoppa, persa contro il Debrecen.
Nella prima metà della stagione 2009-2010 totalizza 14 presenze in campionato, prima di trasferirsi in Francia, al Valenciennes. Con il club francese ha un buon inizio nella seconda parte della stagione 2009-2010. Angoua fa il suo debutto con la maglia del Valenciennes nella vittoria per 2-1 contro il Nizza.

### Nazionale
Tra il 2005 e il 2008 gioca per la nazionale ivoriana Under-20.
Nel 2008 partecipa con la nazionale olimpica alle Olimpiadi di Pechino, durante le quali disputa tutte e quattro le partite della Costa d'Avorio fino all'eliminazione nei quarti di finale.
Angoua fa il suo debutto con la nazionale maggiore il 19 novembre 2008 sostituendo al minuto 60 Igor Lolo in una partita contro Israele terminata 2-2. Disputa poi anche due partite valide per le qualificazioni ai mondiali di Sud Africa 2010.
Nel 2010 è convocato per la Coppa d'Africa.
Viene poi convocato per i mondiali del 2010 da Sven-Göran Eriksson, dopo che il precedente ct Vahid Halilhodžić lo aveva inserito nei 30 pre-convocati.

## Palmarès

### Club

#### Competizioni nazionali
- Coppa d'Ungheria: 2

Honvéd: 2006-2007, 2008-2009